# Hilge Landweer
Hilge Landweer (* 1956) ist eine deutsche Philosophin. Sie ist emeritierte Professorin an der Freien Universität Berlin (FU). Ihre Arbeitsbereiche sind Phänomenologie, praktische Philosophie und interdisziplinäre Geschlechterforschung.

## Werdegang
Nach ihrer Promotion an der Universität Bielefeld (1989) war Landweer von 1991 bis 1997 Wissenschaftliche Assistentin am Institut für Philosophie der Freien Universität Berlin, wo sie sich 1998 habilitierte. Es folgten Gast- und Vertretungsprofessuren an deutschen und österreichischen Hochschulen, darunter auch die Vertretung von Axel Honneth am Institut für Philosophie der Johann Wolfgang Goethe-Universität Frankfurt am Main. Seit 2007 ist sie Professorin an der FU Berlin. 2023 ging Landweer in den Ruhestand.

## Schriften (Auswahl)

### Monographien
- Mit Christoph Demmerling: Philosophie der Gefühle. Von Achtung bis Zorn. Metzler, Stuttgart 2007, ISBN 978-3-476-01767-3.
- Scham und Macht. Phänomenologische Untersuchungen zur Sozialität eines Gefühls. Mohr Siebeck, Tübingen 1999, ISBN 978-3-16-147129-2.
- Das Märtyrerinnenmodell. Zur diskursen Erzeugung weiblicher Identität. Centaurus-Verlags-Gesellschaft, Pfaffenweiler 1990, ISBN 978-3-89085-443-4.

### Herausgeberschaften
- Wie männlich ist Autorität? Feministische Kritik und Aneignung. Campus, Frankfurt am Main 2018, ISBN 978-3-593-50993-8.
- Handbuch Klassische Emotionstheorien. Von Platon bis Wittgenstein. De Gruyter, Berlin/Boston 2012, ISBN 978-3-11-028415-7.
- Philosophie und die Potenziale der Gender Studies. Peripherie und Zentrum im Feld der Theorie. Transcript, Bielefeld 2012, ISBN 978-3-8376-2152-5.